# Glacier de l'Aiguille de Tré-la-Tête orientale
Le glacier de l'Aiguille de Tré-la-Tête orientale est un glacier d'Italie situé dans le massif du Mont-Blanc, dans le val Vény.
Le glacier naît sur l'adret de l'aiguille de Tré-la-Tête orientale, à environ 3 600 mètres d'altitude et s'épanche vers le sud en direction du glacier de la Lex Blanche,. Il est entouré au sud par le glacier de la Lex Blanche et au nord et à l'est par le glacier du Petit-mont-Blanc,.

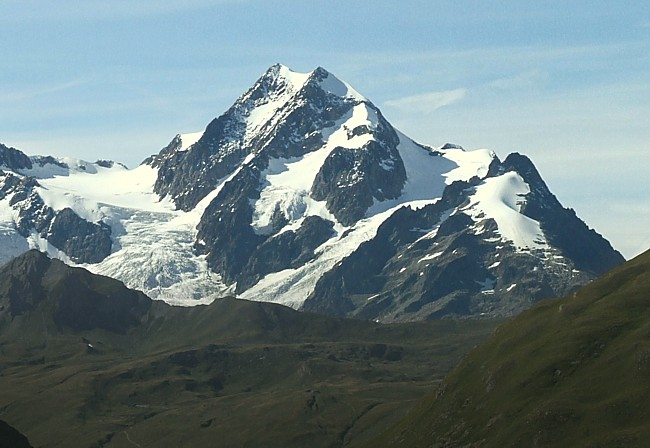
L'aiguille de Tré-la-Tête vue depuis le sud-est par-delà le mont Percé avec au centre le glacier de l'Aiguille de Tré-la-Tête orientale.